# Campionati del mondo di ciclocross 1950
I Campionati del mondo di ciclocross 1950 si svolsero a Parigi, in Francia, il 3 marzo.

## Medagliere
| Pos.   | Nazione | Oro | Argento | Bronzo | Totale |
| ------ | ------- | --- | ------- | ------ | ------ |
| 1      | Francia | 1   | 1       | 1      | 3      |
| Totale | Totale  | 1   | 1       | 1      | 3      |

## Sommario degli eventi
| Eventi         | Oro                | Tempo  | Argento                | Tempo | Bronzo               | Tempo   |
| Uomini         |                    |        |                        |       |                      |         |
| Elite dettagli | Jean Robic Francia | 51'44" | Roger Rondeaux Francia | s.t.  | Pierre Jodet Francia | a 1'58" |